# Alicia Moreau de Justo
Alicia Moreau de Justo, född 11 oktober 1885, död 12 maj 1986, var en argentinsk feminist, läkare, pacifist och socialist.
Hon är känd för sin aktivism för kvinnlig rösträtt i Argentina, och som grundade Unión Feminista Nacional 1918. Hon var en framträdande figur inom den socialistiska rörelsen, men hon tillhörde inte peronistpartiet utan snarare dess motståndare.